# چیشنگسک ویلکی
چیشنگسک ویلکی (به لهستانی:  Cieśnisk Wielki) یک روستا در لهستان است که در گمینا یانوو (استان پودلاسکی) واقع شده‌است.